# Großdubrau
Großdubrau (hornolužickosrbsky Wulka Dubrawa) je obec v německé spolkové zemi Sasko. Nachází se v zemském okrese Budyšín v Horní Lužici a patří do Lužickosrbské oblasti osídlení. Má přibližně 4 100 obyvatel.

## Geografie
Obec Großdubrau se nachází asi dvanáct kilometrů severně od velkého okresního města Budyšín na vyvýšenině západně od Sprévské nížiny ve výšce asi 200 metrů nad mořem. Bezprostřední okolí je zvlněné a převážně zalesněné. Lesy tvoří téměř třetinu rozlohy obce. Dalších 7 % připadá na četné rybníky a jezera. Velká část obce je součástí biosférické rezervace Oberlausitzer Heide- und Teichlandschaft.